# André Stassart
André Stassart (ur. 29 września 1937 w Charleroi) – belgijski piłkarz grający na pozycji obrońcy. Był reprezentantem Belgii.

## Kariera klubowa
Karierę piłkarską Stassar rozpoczął w klubie Gosselies Sports w sezonie 1957/1958. W 1963 przeszedł na jeden sezon do Crossingu Molenbeek, 1964–1972 grał w Racing White, w sezonie 1972/1973 w Royalu Charleroi, karierę zakończył jako zawodnik klubu FC Farciennes w sezonie 1973/1974.

## Kariera reprezentacyjna
W reprezentacji Belgii Stassart zadebiutował 28 października 1967 w Nantes w zremisowanym 1:1 meczu eliminacji do Euro 68 z Francją, rozegranym. Grał również w eliminacjach do Euro 72. Od 1967 do 1971 rozegrał w kadrze narodowej 5 meczów.